# Szydłowo (Masovia)
Szydłowo è un comune rurale polacco del distretto di Mława, nel voivodato della Masovia.
Ricopre una superficie di 122,21 km² e nel 2004 contava 4 538 abitanti.